# Escuela de modelos
Una Escuela de Modelos o Academia de Modelaje es una sociedad mercantil que se encarga de la formación de modelos de manera profesional. Ofrece sus servicios a personas de ambos sexos y desde edades tempranas.
A su cabeza se encuentra uno o varios directores, quienes junto a un grupo de profesores se encargan de impartir materias como Pasarela, Fotopose, Maquillaje, Etiqueta y Protocolo, Dicción y Oratoria, entre otras, llevando así a la formación de Modelos profesionales.
Los modelos, una vez finalizada su formación en la Escuela de Modelaje,  pasarían luego a ser manejados o representados por una Agencia de modelaje.
- Datos: Q5839317